# دنیل کالیجوری
دنیل کالیجوری (انگلیسی: Daniel Caligiuri؛ زادهٔ ۱۵ ژانویهٔ ۱۹۸۸) بازیکن فوتبال اهل آلمان است.
از باشگاه‌هایی که در آن بازی کرده‌است می‌توان به باشگاه فوتبال وولفسبورگ، باشگاه فوتبال فرایبورگ، باشگاه فوتبال شالکه ۰۴، و باشگاه فوتبال وولفسبورگ اشاره کرد.

## عملکرد باشگاهی
کالیجوری از یک پدر ایتالیایی‌تبار و یک مادر آلمانی متولد شده در آلمان، فعالیت حرفه‌ای خود را با فرایبورگ آغاز کرد. کالیجوری در ۷ نوامبر ۲۰۰۹ برای نخستین بار در بوندسلیگا برای فرایبورگ به میدان رفت و مقابل بوخوم قرار گرفت.
وی در سال ۲۰۱۳ پس از یک فصل خوب با فرایبورگ، به ولفسبورگ پیوست. در ۱۹ مارس ۲۰۱۵، کالیجوری در مرحله دوم دور یک شانزدهم نهایی لیگ اروپا مقابل اینتر میلان به گل رسید. در روز شنبه ۳۰ مه ۲۰۱۵، وی با ولفسبورگ برای اولین بار با شکست ۳–۱ برابر بروسیا دورتموند در ورزشگاه المپیک برلین در جام حذفی آلمان قهرمان شد.
در تاریخ ۲۵ ژانویه ۲۰۱۷، کالیجوری به تیم شالکه در بوندسلیگا با قراردادی سه ساله و نیمه پیوست.

## عملکرد بین‌المللی
کالیجوری واجد شرایط است که از طریق تولد در آنجا (برای یک مادر آلمانی) و همچنین ایتالیا از طریق داشتن پدر ایتالیایی، نماینده هر دو کشور باشد. در ۲۲ مه ۲۰۱۵، کالیجوری ابراز تمایل کرد که برای کشور میراث پدرش بازی کند و اظهار داشت: "من همیشه گفته‌ام که برای تیم ملی که اول از من دعوت می‌شود بازی خواهم کرد. من هم امیدوار هستم که بخشی از تیم ملی ایتالیا باشم.
در تاریخ ۳۱ مه ۲۰۱۵، اعلام شد که آنتونیو کونته در کنار یکی از هم تیمی‌های وی نیکولا سانسون در جمع تیم ملی خود برای بازی‌های مرحله مقدماتی جام ملت‌های اروپا ۲۰۱۶ مقابل کرواسی، کالیجوری را معرفی کرد، اما او در ۶ ژوئن از تیم ملی حذف شد.

## زندگی شخصی
کالیجوری از تبار ایتالیایی است. برادر بزرگترش مارکو همچنین یک فوتبالیست حرفه ای است که هم‌اکنون در گروتر فروث بازی می‌کند.

## افتخارات

#### فرایبورگ
- بوندس لیگای جوانان:۰۶–۲۰۰۵
- جام حذفی فوتبال زیر ۱۹ ساله‌ها آلمان:۰۶–۲۰۰۵

#### ولفسبورگ
- جام حذفی فوتبال آلمان:۱۵–۲۰۱۴
- سوپر جام فوتبال آلمان:۲۰۱۵